# 矮寨大桥
矮寨特大悬索桥，位于湖南省湘西土家族苗族自治州吉首市矮寨镇，是中国国家高速公路网主干线包茂高速公路吉首－茶峒段的关键工程，跨越德夯峡谷，主跨跨径1176米，是世界上峡谷跨径最大的钢桁梁悬索桥。桥面宽度为24.5米，双向四车道，桥面距峡谷底部高度为355米。于2007年10月开工建设，2012年3月31日建成通车。

## 建设过程
2007年10月工程开工。2011年8月20日钢桁梁合龙，大桥主体结构完工。2012年3月31日建成通车。
亞洲開發銀行提供2.08億美元的貸款建造此橋。